# Simon de Vos

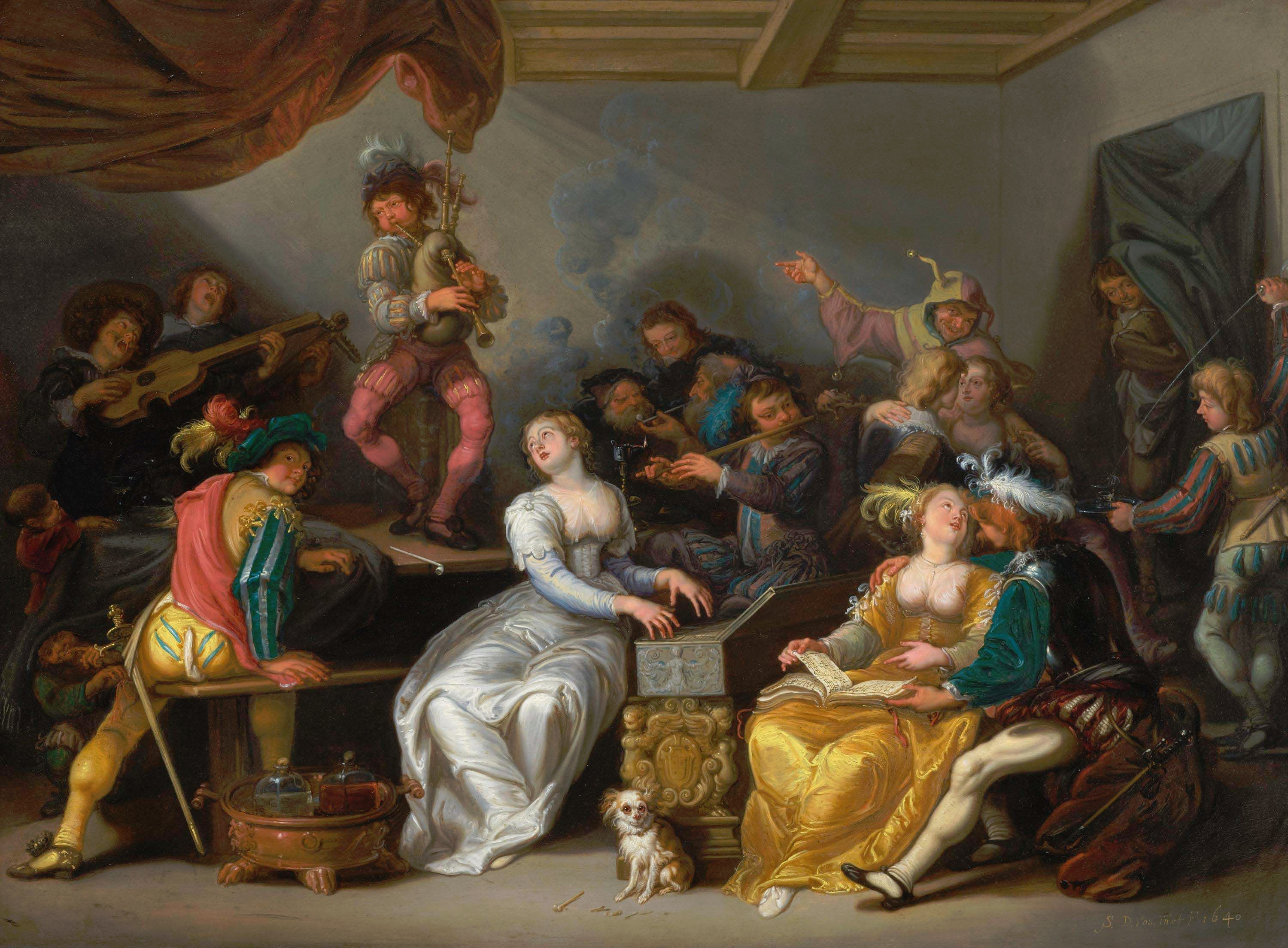
Alegoria pięciu zmysłów, 1640.

Simon de Vos (ur. 20 października 1603 w Antwerpii, zm. 15 października 1676 tamże) – flamandzki malarz.

## Życiorys
Był uczniem Cornelisa de Vosa (nie byli spokrewnieni), w 1620 został członkiem gildii św. Łukasza. Prawdopodobnie podróżował po Włoszech, świadczy o tym wyraźny wpływ caravaggionistów na jego twórczość. Malował głównie niewielkie formy zaliczane do malarstwa gabinetowego i przeznaczone dla elitarnych oraz bogatych odbiorców, arystokracji i patrycjuszy. Były to zazwyczaj sceny rodzajowe, obrazy o tematyce religijnej i mitologicznej. Początkowo malował pod wpływem Petera Paula Rubensa, a później Antoona van Dycka.
Simon de Vos przez większą część życia mieszkał i pracował w Antwerpii, prowadził dużą pracownię malarską i kształcił uczniów. Cieszył się uznaniem u współczesnych, Antoon van Dyck w swojej Iconography zaliczył go do wirtuozów pędzla (virtuosi).
W zbiorach polskich znajduje się kilka prac Simona de Vosa:
- w Muzeum Narodowym w Warszawie Pokłon Trzech Króli (nr inw. M.Ob. 572), Gody w Kanie Galilejskiej (nr inw. M.Ob. 573) i Czyny miłosierdzia (nr inw. M.Ob.1819)[2].
- w Muzeum Narodowym we Wrocławiu Wiejski korowód (nr.inw.VIII-2320), 1640 r.